# GeoGebra
GeoGebra è un software per l'apprendimento e l'insegnamento della matematica che fornisce strumenti per lo studio di geometria, algebra e analisi.
Il suo creatore, Markus Hohenwarter, iniziò il progetto nel 2001 presso l'Università di Salisburgo, proseguendo presso la Florida Atlantic University (2006–2008), la Florida State University (2008–2009) e ora presso l'Università di Linz, avvalendosi del supporto di sviluppatori open-source e traduttori sparsi in tutto il mondo.
Per un verso, GeoGebra è un sistema di geometria dinamica: permette la costruzione di punti, vettori, segmenti, rette, coniche e funzioni, modificandoli in tempo reale. Per altro verso, equazioni e coordinate possono essere inserite direttamente. In questo modo, GeoGebra ha la possibilità di trattare variabili numeriche, vettori e punti, calcolare derivate e integrali di funzioni e dispone di vari operatori.
Queste due visualizzazioni sono caratteristiche di GeoGebra: un'espressione nella finestra "algebra" corrisponde a un oggetto nella finestra "geometria" e viceversa.

## Esportazione
I progetti costruiti con Geogebra possono essere esportati in diversi formati. Le applet dinamiche possono essere direttamente caricate su GeoGebraTube, esportate in html (come file singolo, utilizzabile in ambienti VLE (virtual learning environment), quale la piattaforma Moodle). Le immagini vettoriali SVG possono essere modificate utilizzando software di terze parti, per esempio Inkscape. Il formato EMF vector formats può essere direttamente importato in diverse applicazioni Microsoft Office. Vi sono opzioni per esportare negli appunti in formato PNG, PDF, EPS, PGF/TikZ e Asymptote.

## Licenza
Gran parte del  codice di GeoGebra è pubblicato sotto la GPL, rendendolo software libero. Invece alcune parti, inclusi gli installatori per Windows e Mac, hanno delle licenze che ne proibiscono l'uso commerciale e sono perciò considerati software non liberi. In pratica, ciò vuol dire che l'uso non commerciale da parte di docenti e studenti è sempre gratuito, mentre gli usi commerciali possono necessitare di un pagamento. Per dettagli consultare la descrizione della licenza di GeoGebra.
Da luglio 2010 la distribuzione Debian GNU/Linux offre una versione libera di GeoGebra 4.0 nella quale tutte le parti non libere del programma sono state rimosse o rimpiazzate da analoghi liberi. Questa versione può essere usata per usi commerciali senza pagamenti per la licenza. Comunque, a partire dalla versione 4.2 dal dicembre 2012, la licenza è cambiata in una versione più restrittiva cosicché GeoGebra non può più essere incluso in Debian. D'altro canto, il software può ancora essere scaricato gratuitamente dalla sua pagina di download ufficiale per molte piattaforme software (inclusa Debian)

## Estendere GeoGebra
Gli utenti avanzati interessati alla programmazione di estensioni possono usare JavaScript con l'Applet GeoGebra.

## Riconoscimenti
- EASA 2002: European Academic Software Award (Ronneby, Sweden)
- Learnie Award 2003: Austrian Educational Software Award (Vienna, Austria)
- Digita 2004: German Educational Software Award (Cologne, Germany)
- Comenius 2004: German Educational Media Award (Berlin, Germany)
- Learnie Award 2005: Austrian Educational Software Award for Andreas Lindner (Vienna, Austria)
- Les Trophées du Libre 2005: International Free Software Award, category Education (Soisson, France)